# Bergen Ishockeyklubb
Bergen Ishockeyklubb er en Norge ishockeyklub fra Bergen grundlagt den 12. december 1980. Holdet spiller sæsonen 2019/2020 i Norge tredje højeste division 2. division, og har været i GET-Ligaen sidste gang var 2005.
Klubben spiller sine hjemmekampe i Bergenshallen med en kapacitet på 3.000 tilskuere.

## Eksterne links
- Bergen Ishockeyklubb hjemmeside (Webside ikke længere tilgængelig)